# كارل سيمبسون
كارل سيمبسون (بالإنجليزية: Karl Simpson)‏ (14 أكتوبر 1976 - ) هو لاعب كرة قدم بريطاني في مركز الوسط.

## وصلات خارجية
- كارل سيمبسون على موقع قاعدة بيانات كرة القدم.إي يو (الإنجليزية)
- كارل سيمبسون على موقع Soccerbase.com (لاعب) (الإنجليزية)